# Bäskselet
Bäskselet är ett sel i Vojmån i Vilhelmina kommun i Lappland, beläget nedströms Bäskåns utlopp. Det ingår i Ångermanälvens huvudavrinningsområde.
Öster om Bäskselet ligger byn Bäsksele.